# Non c'è 2 senza te
Non c'è 2 senza te è un film commedia del 2015 diretto da Massimo Cappelli.
Il film ha come protagonisti Fabio Troiano e Dino Abbrescia, i quali avevano già interpretato una coppia nel film Cado dalle nubi, con Checco Zalone. Nel cast figurano anche Belén Rodríguez, Tosca D'Aquino e Samuel Troiano, nipote del primo dei due protagonisti.

## Trama
Moreno e Alfonso sono fidanzati e hanno un rapporto stabile. Vivono in una villa vicino a Torino e vengono sempre rimproverati dalla vicina di casa, la napoletana signora Capasso. Un giorno la sorella di Alfonso, Claudia, chiede al fratello di poter accudire il figlio Niccolò poiché deve andare in Asia per lavoro. Moreno intanto conosce Laura, una bella insegnante di spagnolo e nel frattempo cerca insieme al compagno di nascondere la loro omosessualità al bambino. Alfonso, intanto, vede il compagno diverso dal solito e pensa che lui lo stia tradendo con un altro uomo, ma Moreno inizia a capire la sua personalità e decide di lasciare Alfonso per andare a vivere da Laura.
Da qui Niccolò capisce che i due erano in realtà fidanzati e prova ad aiutare lo zio ormai disperato e depresso. Si scopre inoltre a un colloquio scolastico che Laura è l'insegnante di Niccolò e Alfonso le rivela quindi di essere il miglior amico di Moreno, perciò Laura lo invita alla sua festa di compleanno.
Con uno stratagemma, alla festa Alfonso e la signora Capasso si fingono fidanzati per far ingelosire Moreno ma il piano va a rotoli poiché Alfonso rivela davanti a tutti di essere gay. Quando tutto sembra perduto, alla recita finale di Niccolò quest'ultimo conduce una danza "pro-gay" sulle note di Gloria Gaynor, e Moreno dichiara tutta la verità a Laura e la lascia. Mentre Niccolò ritorna con la madre, Moreno chiede scusa ad Alfonso e i due tornano assieme.

## Colonna sonora

### Tracce
1. Jonis Bascir - La matematica - 4ː57
2. Jonis Bascir - Indian Summer - 3ː20
3. Jonis Bascir - Here Comes the Rain - 3ː52
4. Jonis Bascir - Hi Hi Baby -  4ː54
5. Jonis Bascir - Ovee - 6ː58
6. Chiara Galiazzo - La vita è da vivere - 3ː25[3]
7. Belén Rodríguez - Amarti è folle - 4ː09[4][5]
8. Gloria Gaynor - Never Can Say Goodbye - 6ː18

## Distribuzione
Il film è uscito nelle sale cinematografiche italiane il 5 febbraio 2015.

## Accoglienza

### Incassi
In Italia al botteghino Non c'è 2 senza te ha incassato nelle prime 2 settimane di programmazione 910mila euro, dei quali 467mila solo nel primo weekend.

### Critica
Il film è stato criticato per la presenza di troppi stereotipi sull'omosessualità e per una sceneggiatura poco probabile, mentre è stato apprezzato per l'assenza di volgarità e per il gradevole intrattenimento che concede.